# Etlingera hemisphaerica
Espèce
Classification phylogénétique
Etlingera hemisphaerica  est une espèce de plante herbacée vivace du genre Etlingera de la famille des Zingiberaceae, originaire de l'île de Java, mais largement naturalisée à Sumatra, aux Célèbes et en Malaisie péninsulaire.
Ses fleurs et ses fruits sont acides et parfumés et accompagnent une grande variété de plats dans l'archipel Indonésien.
On l'appelle Honje hutan en indonésien, combrang ou kecombrang à Java, Honje leuweung, Honje hejo ou Honje laka en sundanais (langue de Java Ouest), Sikala à Bengkulu (Sumatra), Sekala aux Célèbes orientales, et Kantan liar en Malaisie.

## Utilisation

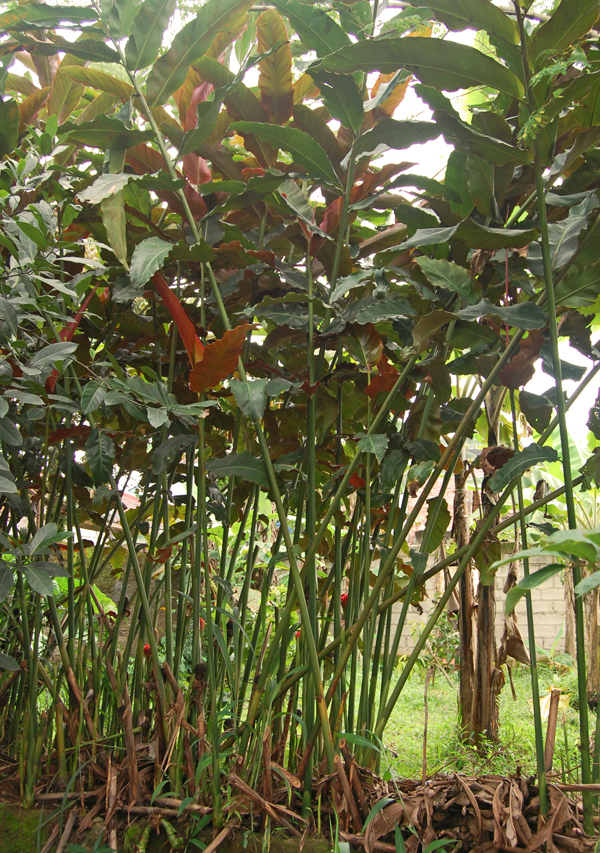
Tiges et feuilles, Darmaga, Bogor.
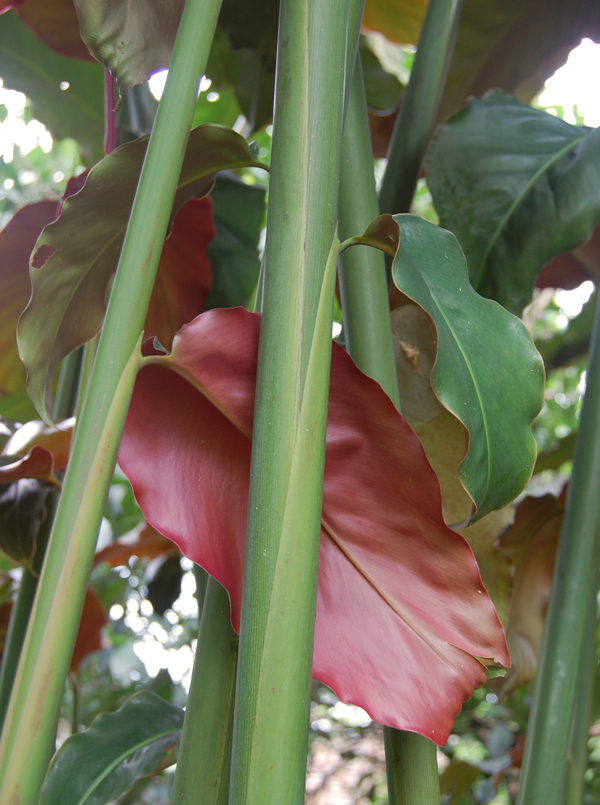
La face inférieure des feuilles est rougeâtre.
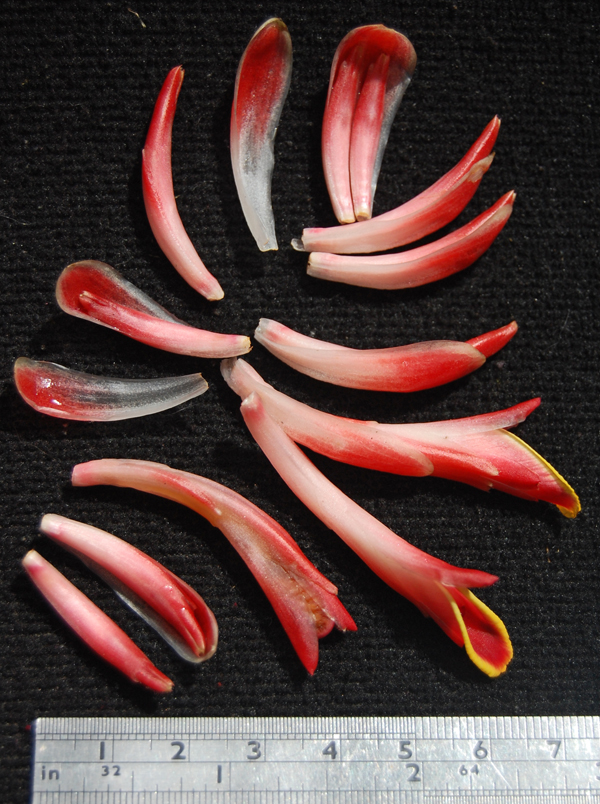
Fleurs séparées de l'inflorescence. Noter le liseré jaune du label.
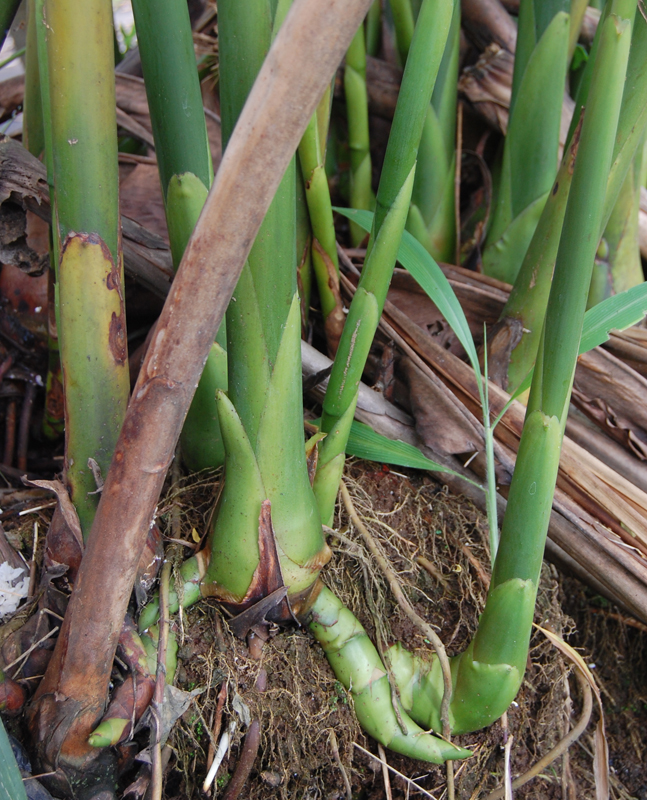
Rhizomes et jeunes pousses.
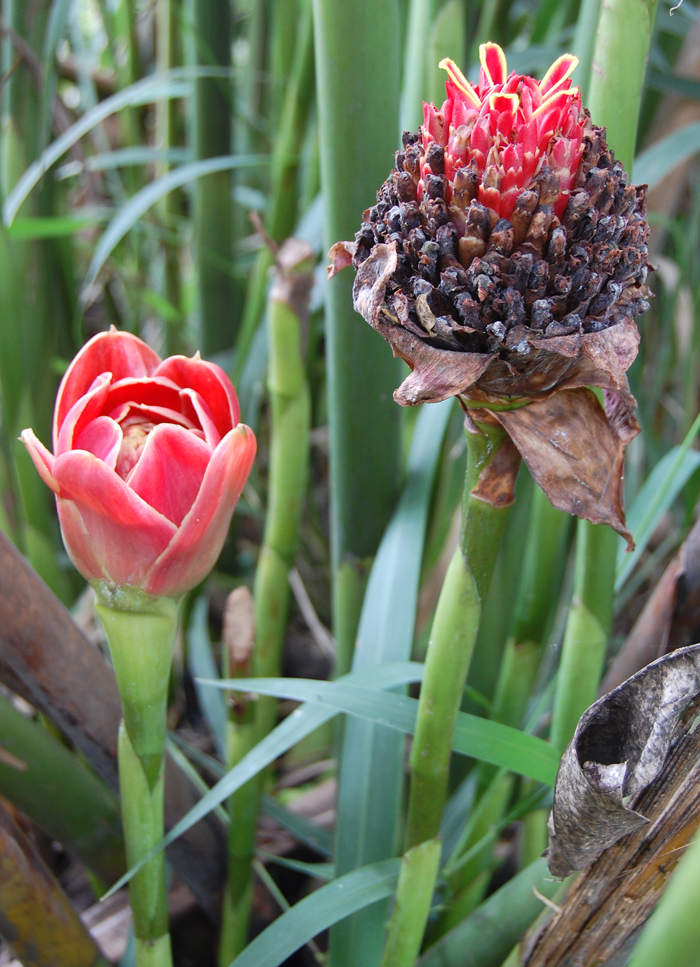
Inflorescences (jeune et vieille).

## Synonymes
Selon World Checklist of Selected Plant Families (WCSP) (26 sept 2011) :
- Alpinia hemisphaerica (Blume) D.Dietr., Syn. Pl. 1: 13 (1839).
- Amomum anthoidioides (Teijsm. & Binn.) Koord., Meded. Lands Plantentuin 19: 318 (1898).
- Amomum eriocarpum (Kuntze) K.Schum., Bot. Jahrb. Syst. 27: 309 (1899).
- Amomum hemisphaericum (Blume) K.Schum., Bot. Jahrb. Syst. 27: 307 (1899).
- Cardamomum anthodiodes (Teijsm. & Binn.) Kuntze, Revis. Gen. Pl. 2: 685 (1891).
- Cardamomum eriocarpum Kuntze, Revis. Gen. Pl. 2: 685 (1891).
- Cardamomum hemisphaericum (Blume) Kuntze, Revis. Gen. Pl. 2: 686 (1891).
- Elettaria anthodioides Teijsm. & Binn., Ned. Kruidk. Arch. 3: 392 (1855).
- Elettaria atropurpurea Teijsm. & Binn., Natuurk. Tijdschr. Ned.-Indië 24: 236 (1862).
- Elettaria hemisphaerica Blume, Enum. Pl. Javae: 51 (1827).
- Etlingera hemisphaerica (Blume) R.M.Sm., Notes Roy. Bot. Gard. Edinburgh 43: 245 (1986)
- Nicolaia anthodioides (Teijsm. & Binn.) Valeton, Bull. Jard. Bot. Buitenzorg, III, 3: 128 (1921).
- Nicolaia atropurpurea (Teijsm. & Binn.) Valeton, Bull. Inst. Bot. Buitenzorg 20: 36 (1904).
- Nicolaia hemisphaerica (Blume) Horan., Prodr. Monogr. Scitam.: 32 (1862).
- Phaeomeria atropurpurea (Teijsm. & Binn.) K.Schum. in H.G.A.Engler (ed.), Pflanzenr., IV, 46: 266 (1904).
- Phaeomeria anthodioides (Teijsm. & Binn.) Koord., Exkurs.-Fl. Java 1: 332 (1911).
- Phaeomeria hemisphaerica (Blume) K.Schum. in H.G.A.Engler (ed.), Pflanzenr., IV, 46: 263 (1904).